# Baganda

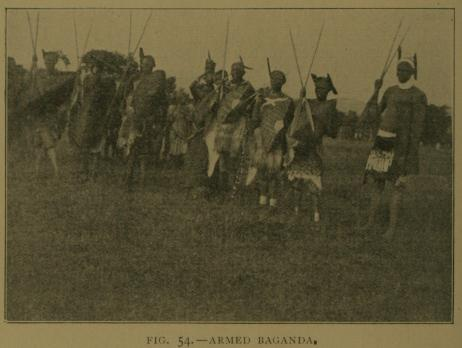
Boeganda strijders, ca. 1910

De Baganda is de grootste bevolkingsgroep in Oeganda. Hun eigen taal, die Luganda genoemd wordt, is een afsplitsing van de verschillende Bantoetalen die in Centraal-Afrika gesproken worden. De Baganda leven in een brede strook langs de westkust van het Victoriameer tot aan het Kyogameer in Centraal-Oeganda. Ze geloven in geesten van overledenen, goede en kwade. Ze zeggen dat iedereen een aantal geesten in zich heeft. De goede geesten gaan bij overlijden over naar degene die de overledene goed gezind was, de kwade geesten vestigen zich bij degene aan wie de overledene niet zulke beste herinneringen had.
De goden, ook goede en kwade, zijn een belangrijk element in de religie van de Baganda. Ze kennen dan ook een oppergod, Katonda genaamd. Er wordt gezegd dat hij geen ouders had en ook geen kinderen. Hij schiep slechts de hemel en de aarde. Andere belangrijke goden zijn, Kitaka, de god van de aarde, Mukasa, god van het Victoriameer, en Kiwanuka, de god van het onweer.
De Baganda worden trouwens pas als volwassen beschouwd als ze getrouwd zijn. Voor de man is het heel belangrijk om veel vrouwen te hebben. Hoe meer vrouwen hij had, des te meer invloed hij in de regio had.
De Baganda leven van de landbouw en de veeteelt. Ze verbouwen bananen, cassave, bonen, zoete aardappelen en maïs. Het zijn kleine bedrijven waar ze enkele koeien, schapen, geiten en kippen houden. Behalve van het land leven nu veel Baganda van de industrie. Pottenbakkers en kleermakers zijn er in overvloed.
Voor toeristen staan ze bekend om het maken van kleding van boomschors, het mooie vlechtwerk en de traditionele wapens, zoals speren, pijlen en bogen.